# 목춘

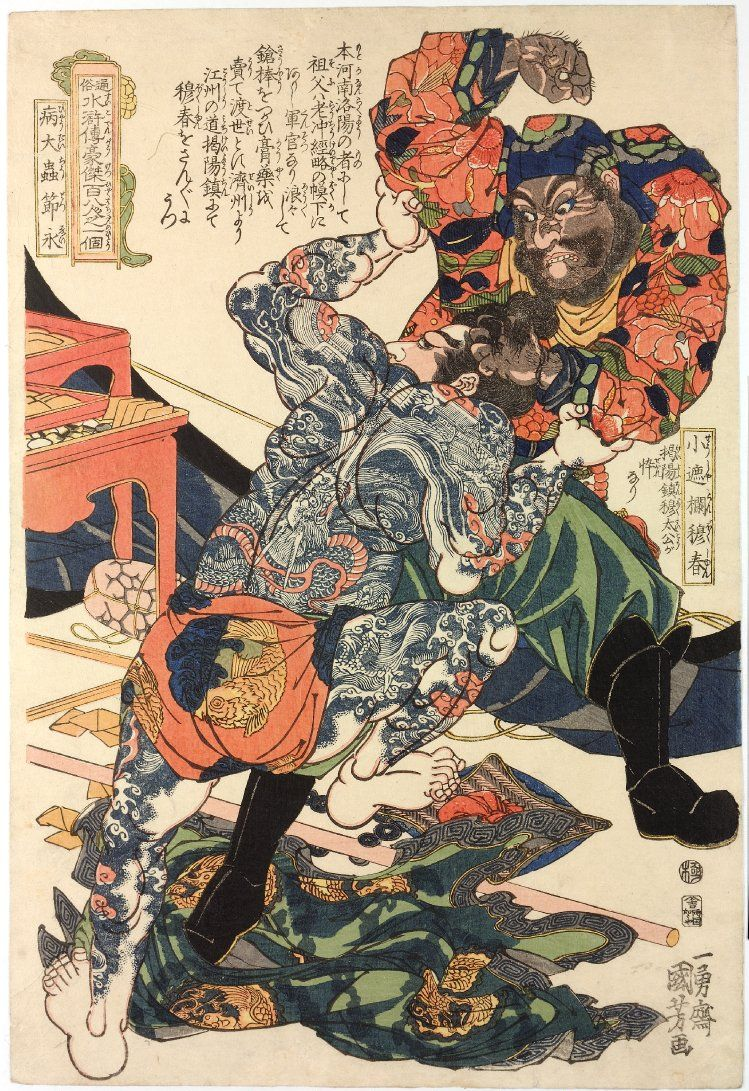

목춘(穆春)은 중국의 사대기서(四大奇書) 중 하나인 《수호전》(水滸傳)에 등장하는 인물로, 108성 중 80위이자 지살성(地煞星)의 지진성(地鎭星)에 해당한다. 별호는 소차란(小遮攔)으로 몰차란(沒遮欄)이라 불리는 목홍의 동생이어서 이렇게 불렸다. 장신에 위풍당당한 젊은이로 오기가 강한 성격이지만 실은 형의 위세를 빌렸을 뿐 양산박에서도 그리 강하지 않은 설영에게 가볍게 졌을 정도의 실력으로 자신이 해결할 수 없으면 형 목홍에게 도움을 청한다. 양산박 입산 후에는 사무나 회계 등 뒷일을 맡게 되는 경우가 많다.

## 생애
강주 게양진 보정 목태공의 아들로 인근 일대 유력자인 목홍을 형으로 두고 있다. 목춘도 형의 위광을 등에 업고 멋대로 굴었다. 어느 날 떠돌이 약장수인 설영이 자신들 형제에게 허락받지 않고 장사를 시작하자 동네 사람에게는 돈을 주지 말라고 일러주었는데, 한 유배인이 설영에게 금자를 내밀었다. 목춘은 이를 보자 대들었지만 그 유배인은 내 돈을 마음대로 써서 뭐가 나쁘냐며 조금도 겁먹은 기색이 없었다. 성난 목춘은 주먹을 치켜들고 유배인도 몸을 추스르는 듯했으나 설영이 목춘의 주먹을 잡아 당겨 넘어뜨리고 발길질을 했다. 체면을 구긴 목춘은 형과 함께 그들에게 보복, 설영을 사로잡고 유배인도 몰아붙이는데 사실 이 유배인은 천하에 이름난 의사 송강으로 명성을 듣고 있던 목춘은 황급히 무례를 사죄하고 설영도 풀어준 뒤 그들을 환대했다. 이후 목춘은 강주에서 모반 누명을 쓰고 처형당할 뻔한 송강 구출에 형과 함께 참여해 그대로 양산박에 가담했다.
양산박 입산 후에는 주부와 함께 금전, 양말 관리를 담당하였고 이어 가옥의 조영, 수선을 담당하는 이운의 도움을 받았다. 108명이 양산박에 모인 후에는 보병군 장교 중 한 명으로 임명되어 형 목홍의 부관을 지냈다. 양산박의 조정 귀순 후에는 주로 노준의 군에 편입되었고, 왕경과의 전투에서는 시진, 위정국 등과 군량과 마초 수송을 담당, 습격해 온 적을 격퇴하는 활약을 보였다.
방랍전에서는 항주에서 형 목홍과 장횡 등 6명이 역병에 감염되어 쓰러졌고, 목춘은 형을 간병하기 위해 주부와 함께 이곳에 남는데 차도를 보인 것은 양림뿐이었고 형을 비롯한 다른 5명과 주부까지 이에 전염되어 죽는다. 실의한 채 양림과 함께 방랍을 쓰러뜨리고 개선하는 양산박군에 합류하여 일의 경과를 보고하였다. 개봉으로 개선한 목춘은 다른 양산박 두령들과 마찬가지로 관직을 받으나 목춘은 이를 받지않고 먼저 귀향하던 아버지 품으로 돌아가 원래대로 게양진의 유력자가 되었다.
《수호후전》에서는 의협심이 많은 당당한 남자로 성장하였다.